# 날쌘안테키누스
날쌘안테키누스(Antechinus agilis)는 작은 육식성 유대류이다. 오스트레일리아에서 발견된다.

## 분류
날쌘안테키누스는 오랫동안 갈색안테키누스(Antechinus stuartii)의 일종으로 간주되어 왔으며, 1980년 갈색안테키누스의 유전자 변이를 연구한 이후에 겨우 별도의 종으로 인식되었다. 그러나 1998년까지는 공식적으로 기술되지 않았다.

## 특징
날쌘안테키누스는 갈색안테키누스와 거의 구별할 수 없지만, 크기는 약간 더 작고 털 색은 회색빛 색조를 더 띤다. 딱정벌레와 거미, 바퀴벌레 등을 포함한 무척추동물을 주로 먹지만, 작은 도마뱀과 부드러운 씨있는 열매를 먹기도 한다. 먹이가 부족해지면 휴면 상태에 들어가는 것으로 알려져 있었다. 모든 안테키누스속 종들처럼, 날쌘안테키누스는 짧고 폭력적인 번식기를 갖고 있으며, 번식 후에 모든 수컷이 죽는다. 암컷은 27일간의 임신 기간 이후에 새끼를 낳는다. 최대 20마리까지 무리를 지어 둥지 속에서 함께 지내는 것으로 알려져 있다.

## 분포 및 서식지
날쌘안테키누스는 오스트레일리아 남동부 구석의 습윤 숲에서 서식한다. 개체수가 대단히 풍부하지만, 숲 개간과 농장 확대, 수확, 화전농업 그리고 고양이와 붉은여우의 도입때문에 서식지가 줄어들고 있다. 멸종 위협 요인에도 불구하고 종들 모두 멸종 위기로는 보이지는 않는다.

## 사진

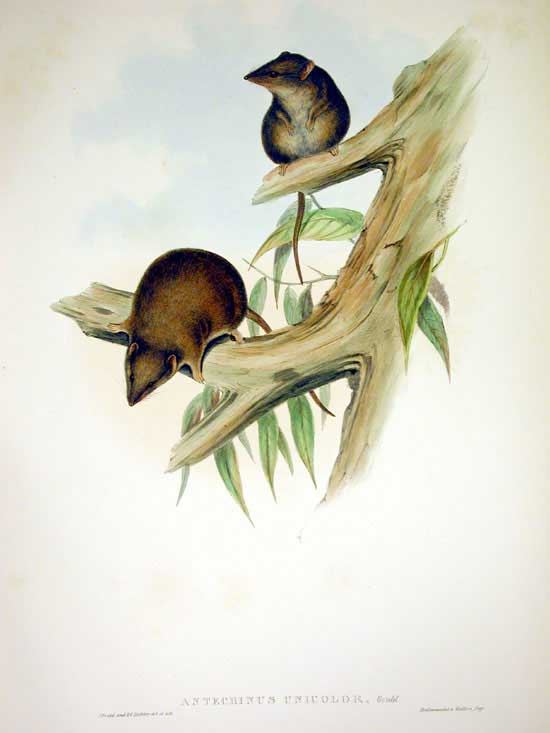
존 굴드의 Mammals of Australia
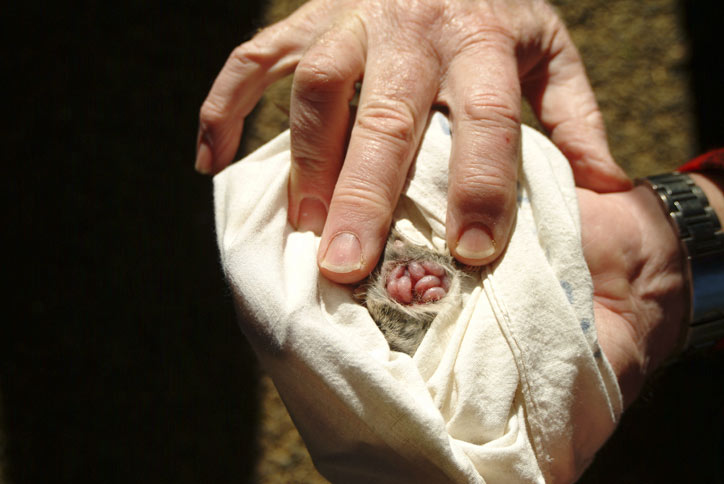
새끼를 밴 암컷
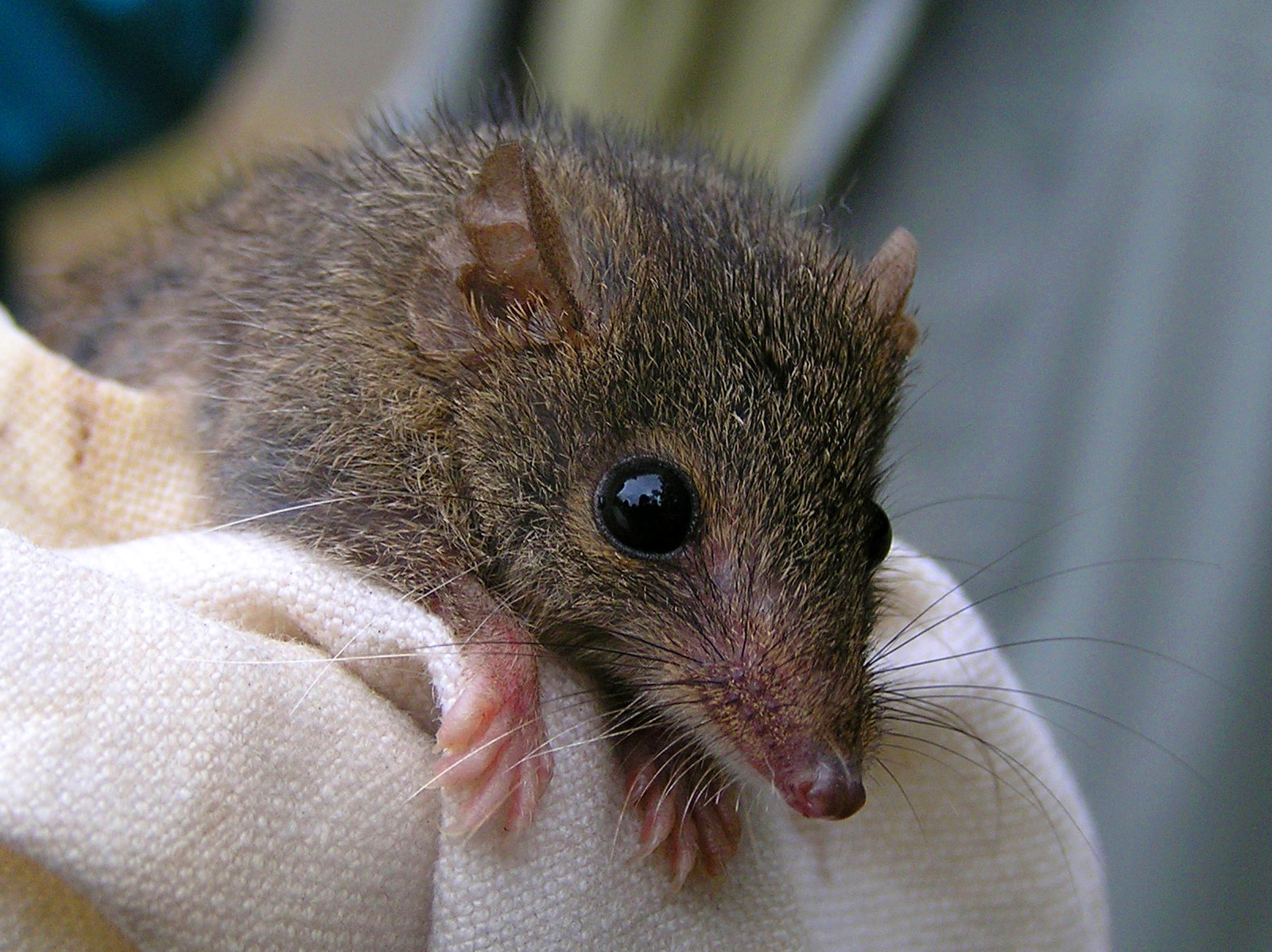
근접 사진